# خوسيه مانويل أباسكال
خوسيه مانويل أباسكال (بالإسبانية: José Manuel Abascal)‏ هو عداء المسافات المتوسطة إسباني، ولد في 17 مارس 1958 في Alceda ‏ في إسبانيا.

## وصلات خارجية
- خوسيه مانويل أباسكال على موقع الاتحاد الدولي لألعاب القوى (الإنجليزية)
- خوسيه مانويل أباسكال على موقع اللجنة الأولمبية الدولية (الإنجليزية)
- خوسيه مانويل أباسكال على موقع أوليمبيديا (الإنجليزية)
- خوسيه مانويل أباسكال على موقع اللجنة الأولمبية الإسبانية (الإسبانية)